# Fleuron

Typographisches Fleuron: das Aldusblatt

Fleuron ([fløˈrɔ̃], französisch fleur ‚Blume‘) ist eine stilisierte florale Verzierung in Form eines Blumenbuketts, eines Blumenkorbes oder eines Blumen- oder Blattrankwerks, wie sie in der Ornamentik der dekorativen Künste verwendet werden.

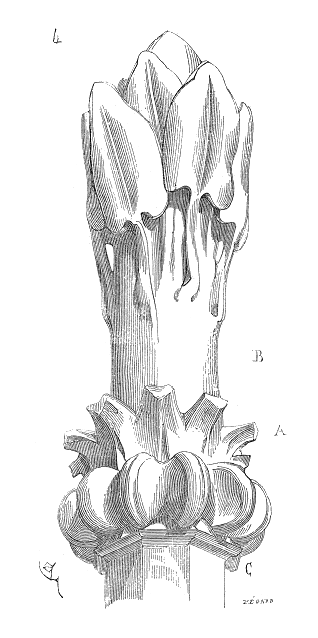
Hochgotisches Fialen-Fleuron, um 1220
aus: Viollet-Le-Duc: Dictionnaire de l’architecture

Es kann unterschieden werden zwischen volumenhaften und eher flächigen bis maximal reliefartigen Umsetzungen. Weitere Unterscheidungen zwischen naturalistischen und weitgehend stilisierten Formen sowie zwischen Darstellungen realer Gewächse und floralen Fiktionen sind möglich.
Für die volumenhaften Darstellungen steht primär die gotische Kreuzblume (um 1200), wie sie vor allem auf Turmspitzen und anderen Zusammenführungen von architektonischen Linien zu finden ist.

Leder-Bucheinband mit Fleuron-Einprägung
Kleist: Michael Kohlhaas, Insel-Bücherei 161

Flächige Fleurons finden sich vor allem im Buchwesen, dem historischen Bauwesen, der Textilgestaltung, der historischen Rüstung, dem allgemeinen Objektdesign und speziell in der Heraldik. Ein flächiges Fleuron ist ein gemaltes oder teils auch plastisches Zierstück. Im Bauwesen sind flächige Fleurons häufig unterhalb von Fenstern zu finden und in zahlreichen Mosaiken umgesetzt.
Das Buchwesen bedient sich sowohl bei der Buchmalerei wie auch beim Buchdruck des Fleurons. Es ist eine von vielen Möglichkeiten zur Gestaltung von Zierrat. Bei der Ausgestaltung von Initialen findet es sich als sogenannte Fleuronné. Auf dem Einband von Büchern des 17. bis 20. Jahrhunderts hat es in Blumen- oder Blütenform Einzug in die dafür verwendeten Prägestempel gefunden. Es findet sich auch als Helmzier, auf Bekleidung, Wandbehängen und auf Gebrauchs- und Ziergegenständen.
In der Heraldik findet es Verwendung im sogenannten Postament als eine von mehreren Formen des Beiwerks. Schon deutlich markenartige Ausprägungen von Blumen finden sich im Großbereich der Heraldik in Form der Lilie, die auch als Pfadfinder-Symbol. Auch im modernen Markenwesen (Signets) finden sich zahlreiche florale Abstraktionen, etwa als Logo-Bestandteil bei der historischen Computerfirma Tulip Computers NV oder in mehrfarbiger Form, u. a. als Tray-Icon, beim populären Messenger ICQ.

Rangkrone eines Granden

Fleuron nennt man ebenfalls auch floral ausgeprägte Zinken am Reif einer Krone.